# Кочубеевская ВЭС
Кочубеевская ВЭС — крупнейшая в России ветряная электростанция, расположена в Кочубеевском районе Ставропольского края, недалеко от Невинномысска. Состоит из 84 ветроагрегатов по 2,5 МВт каждый, общая установленная мощность составляет 210 МВт. Плановая среднегодовая выработка энергии — 597 млн кВт*ч. Площадь ветропарка — 75 га.  Объём инвестиций в создание ВЭС составил более 28 млрд рублей.
Высота каждой ветроустановки на Кочубеевской ВЭС (вместе с ротором) — 150 м, длина лопастей — 50 м, а вес каждой — 8,6 тонны. Сама башня весит около 200 тонн, генератор — 52 тонны. Общий вес конструкции — примерно 320 тонн.